# 133 (numero)
Centotrentatré è il numero naturale che segue il 132 e precede il 134.

## Proprietà matematiche
- È un numero dispari.
- È un numero composto con quattro divisori: 1, 7, 19 e 133. Poiché la somma dei suoi divisori (escluso il numero stesso) è 27, è un numero difettivo.
- È un numero semiprimo.
- È un numero nontotiente.
- È un numero idoneo.
- È un numero ottagonale.
- È un numero di Harshad.
- È un Intero di Blum.
- È un numero felice.
- È la somma di due cubi, 133 = 23 + 53.
- È parte delle terne pitagoriche (133, 156, 205), (133, 456, 475), (133, 1260, 1267), (133, 8844, 8845).
- È un numero palindromo nel sistema di numerazione posizionale a base 11 (111) e nella stessa base è anche un numero a cifra ripetuta.
- È un numero congruente.

## Astronomia
- 133P/Elst-Pizarro è una cometa periodica del sistema solare.
- 133 Cyrene è un asteroide della fascia principale del sistema solare.

## Astronautica
- Cosmos 133 è un satellite artificiale russo.